# هوراس إيتون
هوراس إيتون (بالإنجليزية: Horace Eaton)‏ هو سياسي أمريكي، ولد في 22 يونيو 1804 في بارنارد في الولايات المتحدة، وتوفي في 4 يوليو 1855 في ميدلبوري في الولايات المتحدة. نشط حزبياً في حزب اليمين. وقد انتخب حاكم فيرمونت ‏ (9 أكتوبر 1846 – أكتوبر 1848).